# 波止浜駅
波止浜駅（はしはまえき）は、愛媛県今治市高部にある四国旅客鉄道（JR四国）予讃線の駅である。駅番号はY41。
愛媛県では最北端の駅である。

## 歴史
- 1924（大正13）年9月7日：当駅構内にて列車転覆事故が発生。詳細は後述。
- 1924（大正13）年12月1日：開業[3]。当時は塩田開発で富豪が多く住んでいたため、今治駅 - 大西駅間を遠回りするルートになった。
- 1971（昭和46）年11月8日：貨物取扱廃止[3]。
- 1984（昭和59）年
  - 2月1日：荷物扱い廃止[3]。
  - 4月1日：駅員無配置駅となり[4]、簡易委託化される[5]。
- 1987（昭和62）年4月1日：国鉄分割民営化により、四国旅客鉄道の駅となる[3]。

### 波止浜駅列車転覆事故[6]
1924（大正13）年9月7日、伊予大井駅（現：大西駅）のレール敷設に伴い、工事用貨物列車が今治駅を出発。当該車両はバラスト積載の小型貨車20両を西条機関区所属の702号蒸気機関車が牽引していた。
午前9時20分ごろ、同列車は信号手が通過の手旗信号を示していたため、平常速度25㎞/hで波止浜駅に進入。ポイントを通過しようとしたところ、大音響とともに列車は転覆。先頭貨車に乗車していた7人が振り落とされ、信号手を含む3人が即死、3人が重傷、4人が軽傷を負う大惨事となった。機関車と後方の貨車に乗っていた乗員は無事であり、すぐさま救助を開始し、今治警察署や地元の消防団員も駆けつけた。
この事故の原因については、ポイント故障であったとし、運転士は速度超過を否定している。

## 駅構造
1番線が上下本線（今臨時信号種が限速度90km/h、松山駅方制限速度65km/h）、2番線が上下副本線となっている一線スルーで対向式2面2線の交換可能な地上駅。停車列車も含め、上下線とも行違いがない場合は基本的に1番のりばを通行する。
1984年に簡易委託化されたが、現在は無人化されている。

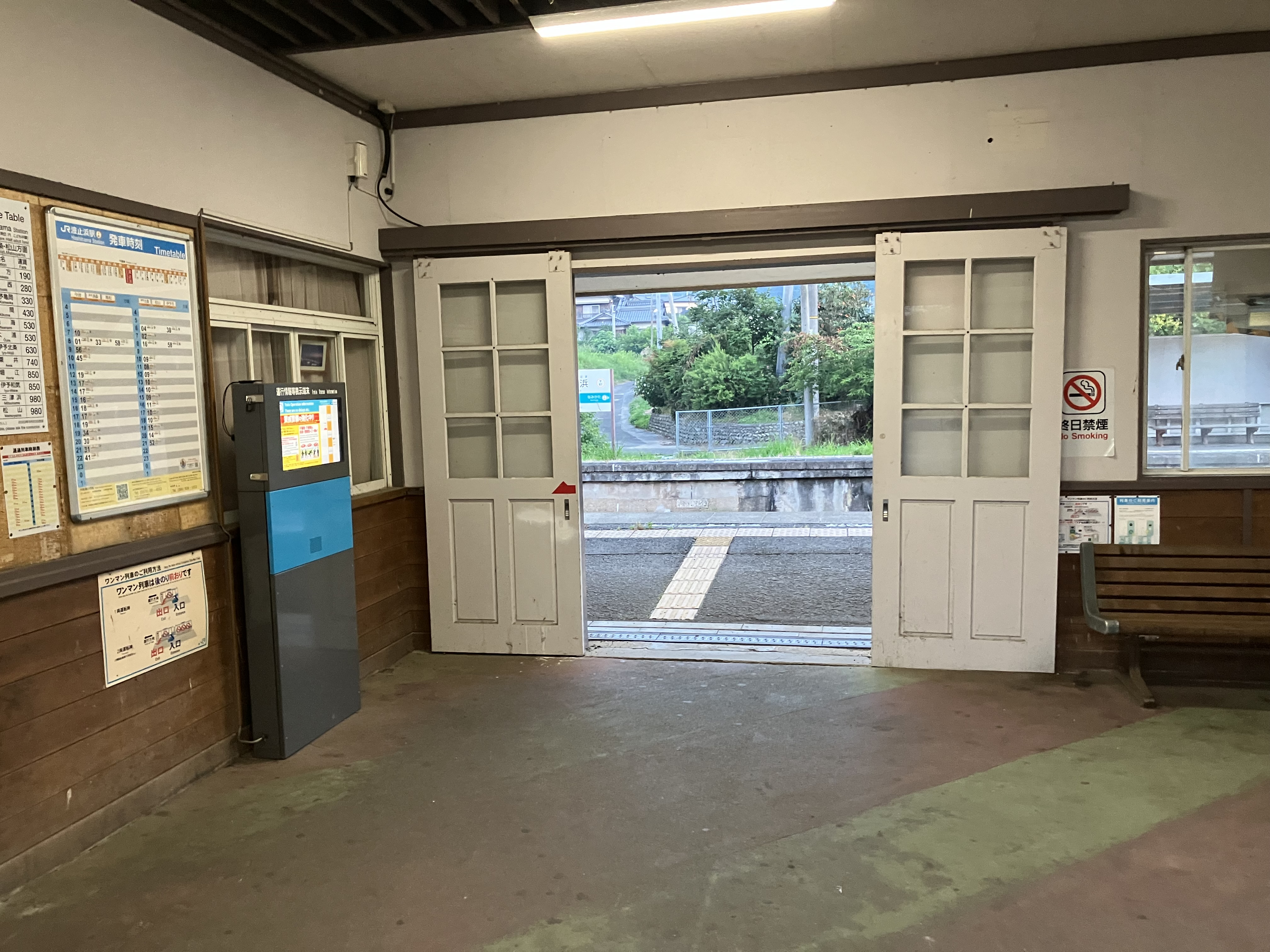
駅舎内（2025年7月）

### のりば
| のりば | 路線    | 方向 | 行先                       |
| ------ | ------- | ---- | -------------------------- |
| 1・2   | ■予讃線 | 上り | 今治・伊予西条・高松方面   |
| 1・2   | ■予讃線 | 下り | 伊予北条・松山・伊予市方面 |

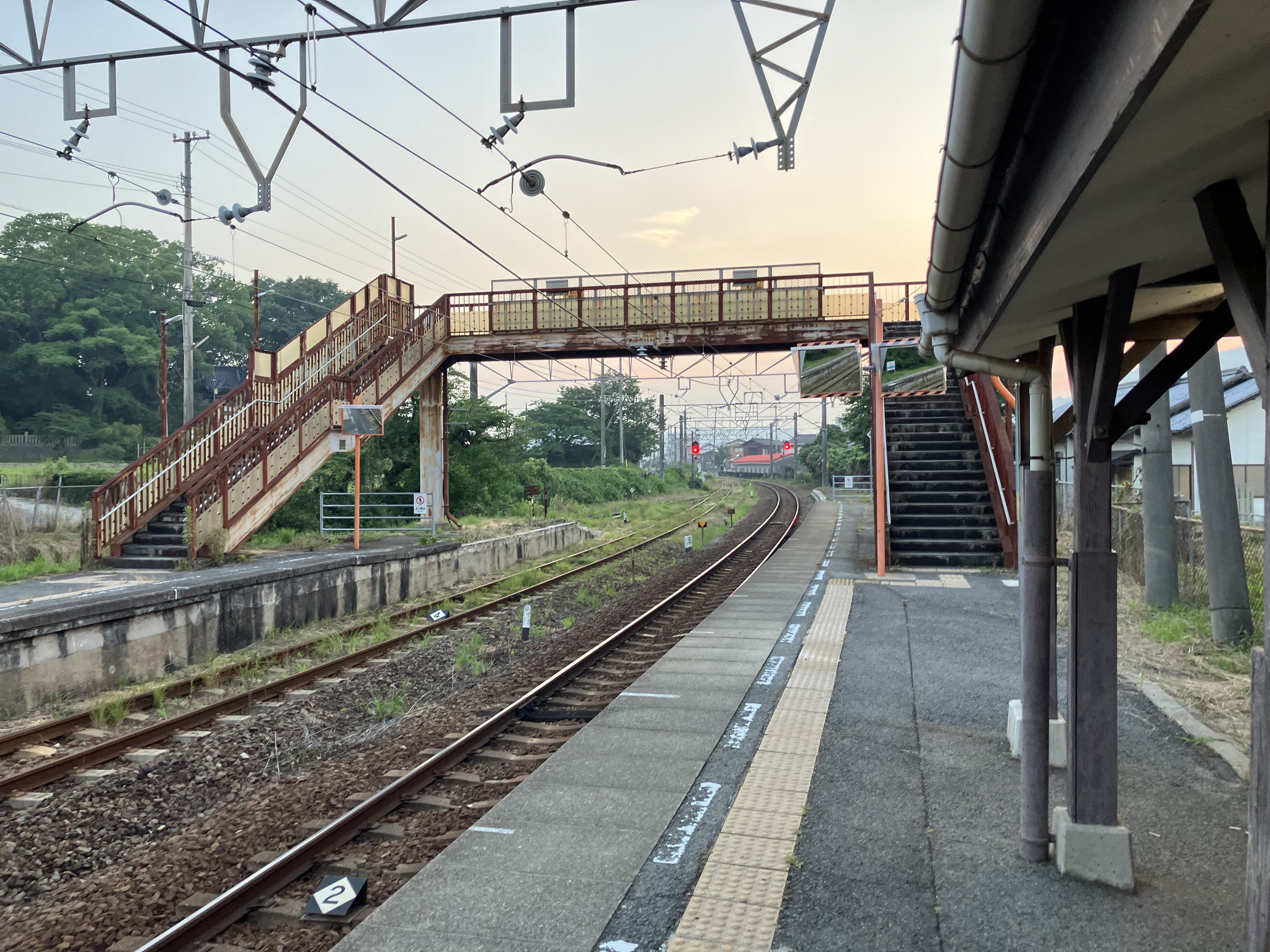
1番ホームと2番ホームへの連絡橋（2025年7月）
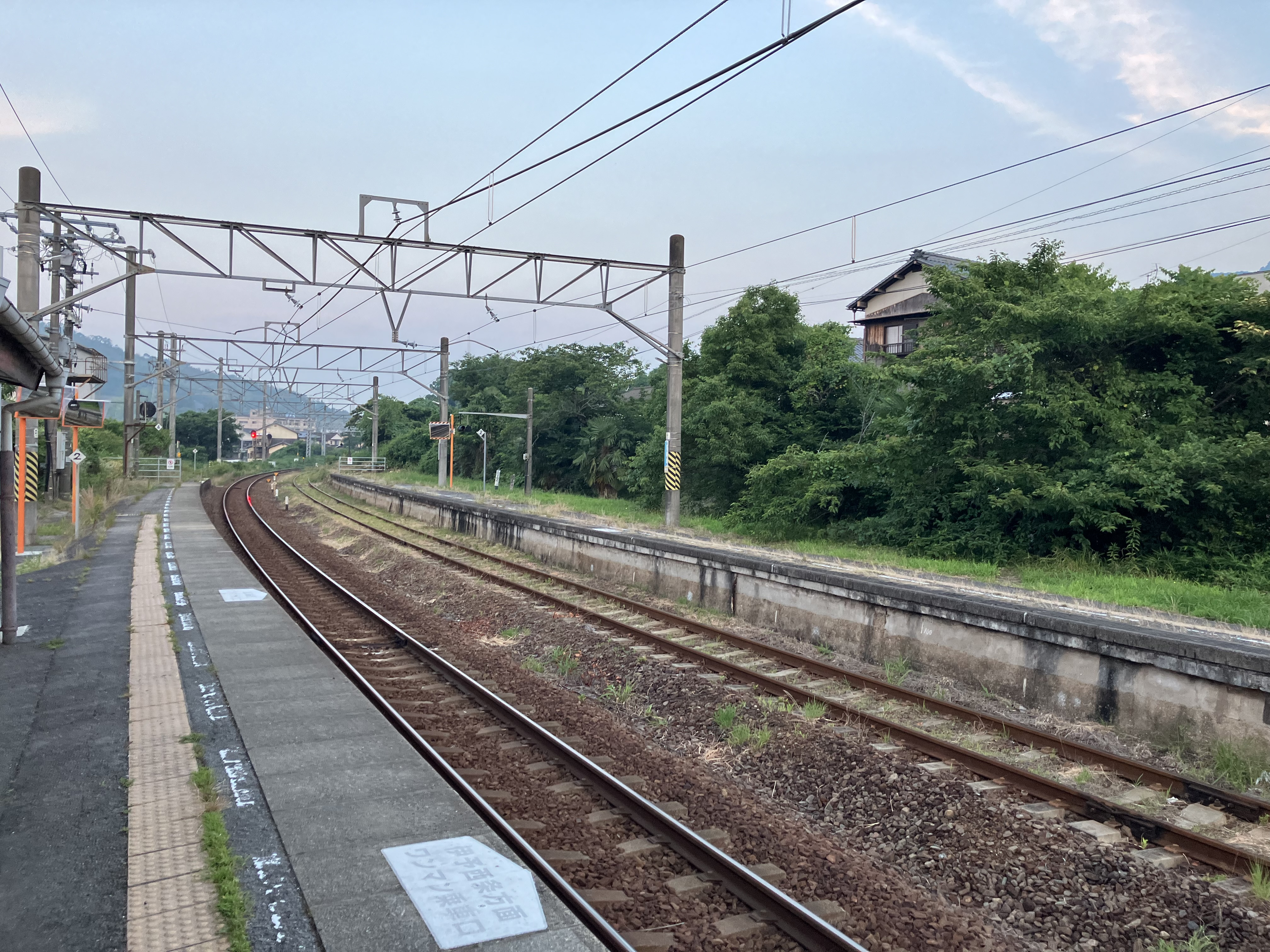
左は1番、右は2番で今治駅方面（2025年7月）
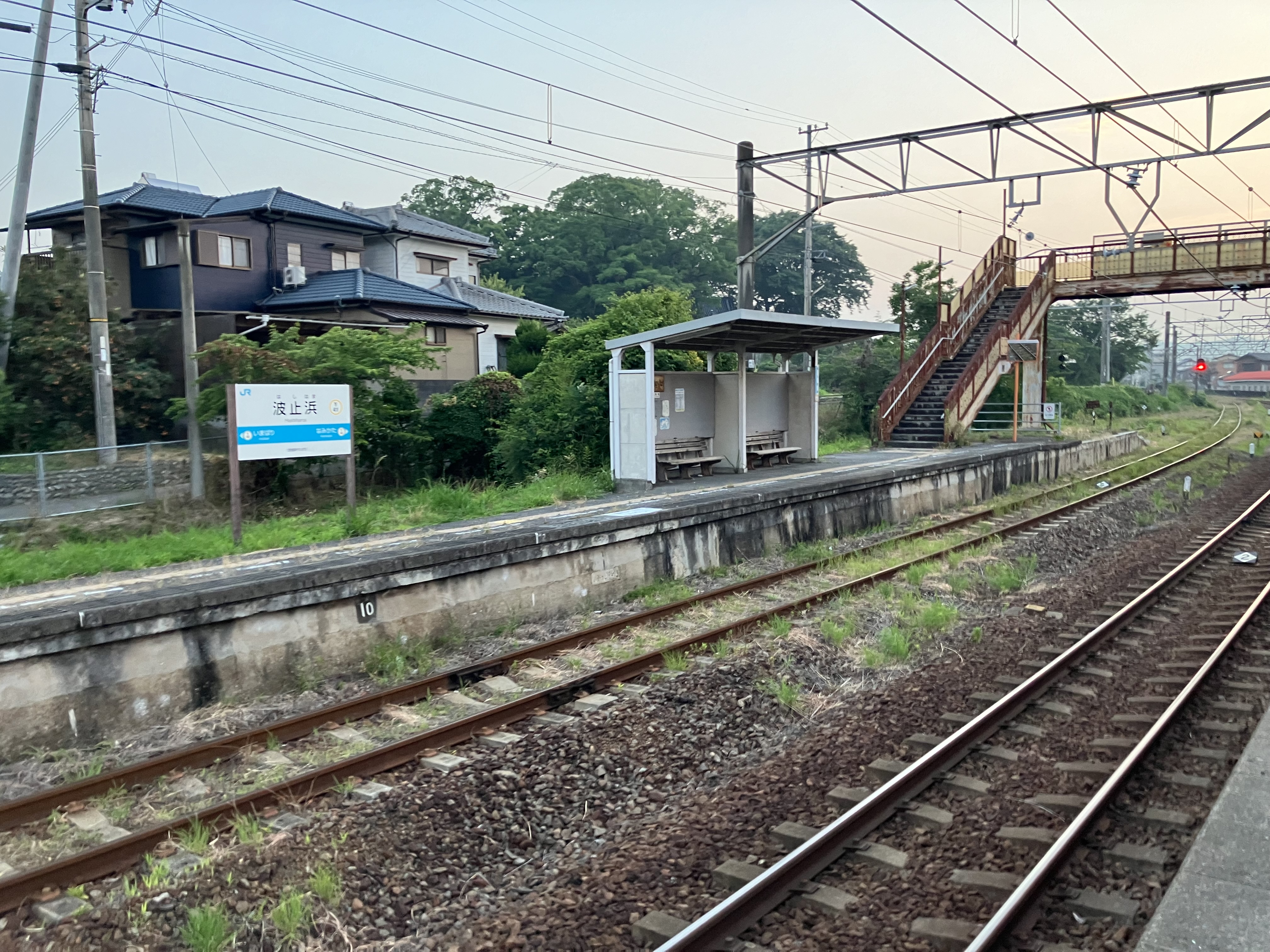
左は2番、波方駅方面（2025年7月）

## 駅周辺
- 波止浜興産自動車教習所
- ディオ今治北店
- 国道317号
- 愛媛県道158号波止浜停車場線
- 愛媛県道325号今治大三島自転車道線（瀬戸内海横断自転車道）来島海峡大橋自転車・歩行者入口まで2.4km（サイクルトレインが走行したことあり）。
- 西瀬戸自動車道（しまなみ海道）今治北IC

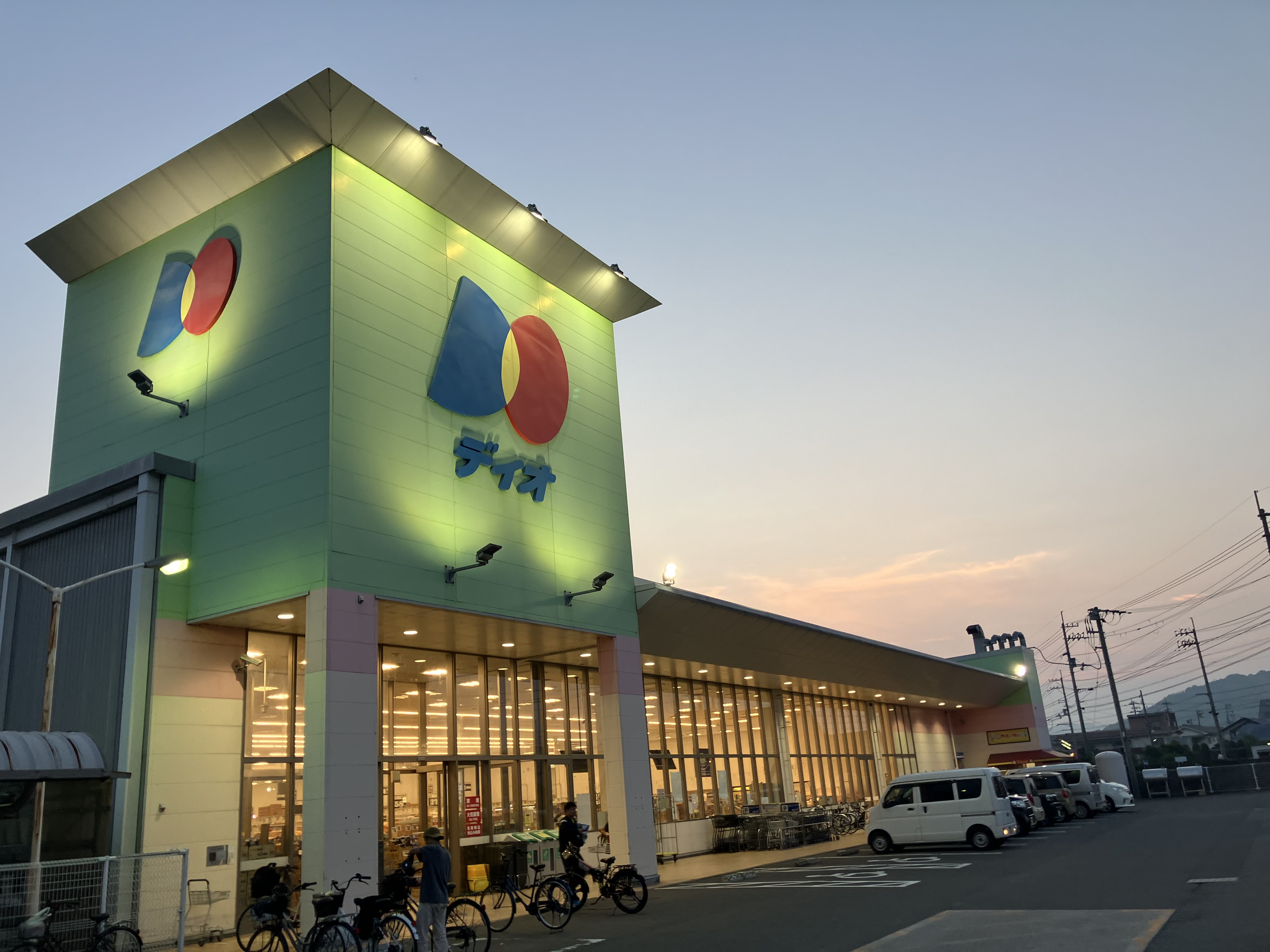
ディオ今治北店（2025年7月）

## その他
- 駅前にあったソテツなどの木々は2009年7月16日の時点で伐採されていた。

## 隣の駅
四国旅客鉄道（JR四国）
■予讃線
今治駅 (Y40) - 波止浜駅 (Y41) - 波方駅 (Y42)